# Monsanto
Monsanto war ein 1901 gegründeter und bis zu seiner Übernahme durch die deutsche Bayer AG am 7. Juni 2018 eigenständiger, ab 1927 börsennotierter Konzern mit Sitz in Creve Coeur bei St. Louis im US-Bundesstaat Missouri.
Bis dahin hatte Monsanto Niederlassungen in 61 Ländern. Das Unternehmen produzierte Saatgut und Herbizide und setzte seit den 1990er Jahren Biotechnologien zur Erzeugung gentechnisch veränderter Feldfrüchte ein. Bekannte Produkte sind verschiedene transgene Maissorten und Breitbandherbizide mit dem umstrittenen Wirkstoff Glyphosat unter dem Namen Roundup.
Das Unternehmen war von August 2002 bis Juni 2018 im Aktienindex S&P 500 gelistet. Seit September 2016 waren Absichten einer Übernahme durch die Bayer AG bekannt, die am 7. Juni 2018 schließlich für einen Kaufpreis von 66 Mrd. Dollar abgeschlossen wurde. Auch aus Reputationsgründen wurde der belastete Name Monsanto verworfen.

## Unternehmensprofil
Monsanto erzielte im Geschäftsjahr 2016 bei einem Umsatz von 13,5 Milliarden US-Dollar einen Nettogewinn von 1,336 Milliarden US-Dollar. Die Ausgaben für Forschung und Entwicklung betrugen etwa 1,5 Milliarden US-Dollar (11,2 % des Umsatzes). Beschäftigt waren 20.800 feste und 3.300 befristete Angestellte.
Das Unternehmen ist in die beiden Geschäftsbereiche Seeds and Genomics und Agricultural Productivity gegliedert. Im Bereich Seeds and Genomics ist das gesamte Saatgutgeschäft sowie die Biotechnologie angesiedelt. Dieser steuerte 2016 74 % des Umsatzes bei. Monsanto produziert gentechnisch verändertes Saatgut, das gegen Schädlinge resistent ist (Bt-Mais, Bt-Soja, Bt-Baumwolle) und das gegenüber Glyphosat (Roundup Ready Mais, Sojabohnen, Baumwolle, Raps) oder Glyphosat und Dicamba (Sojabohnen, Baumwolle) tolerant ist. Über die Tochtergesellschaft Seminis wird außerdem Obst- und Gemüsesaatgut in über 150 Ländern ausgeliefert. Der Bereich Agricultural Productivity stellt Herbizide für Landwirtschaft, Industrie, öffentliche Anlagen, Haus und Garten her und war für 26 % des Umsatzes verantwortlich. Bekanntestes Produkt aus diesem Bereich ist das Breitbandherbizid Roundup.
Bedeutende Konkurrenten sind die Firmen Pioneer Hi-Bred International, Syngenta, Dow AgroSciences, Bayer CropScience und BASF Plant Science. Laut einer Einschätzung der etc group besaß Monsanto 2007 mit etwa 5 Mrd. US-$ einen Anteil von 23 % am Markt für rechtlich geschütztes Saatgut vor Pioneer Hi-Bred mit 15 % und Syngenta mit 9 %. Für den weltweiten Umsatz von gentechnisch verändertem Saatgut über 6,9 Mrd. US-$ ergab sich ein Anteil von 72 % und bei der Anbaufläche von Gv-Pflanzen betrug der Anteil mit Technologie von Monsanto 87 %.
Monsanto besitzt über 20 Standorte zur Saatgutproduktion. Die Pflanzenschutzmittelproduktion ist zentralisierter mit Standorten in Antwerpen (Belgien), Camaçari und São José dos Campos (Brasilien), Luling, Louisiana, Muscatine, Iowa, Rock Springs, Wyoming und Soda Springs, Idaho (USA) sowie Zárate (Argentinien).

## Geschichte
| Unternehmensführung   | Unternehmensführung |
| Name                  | Zeitraum            |
| --------------------- | ------------------- |
| John F. Queeny        | 1901–1928           |
| Edgar Monsanto Queeny | 1928–1960           |
| Charles Allen Thomas  | 1960–1964           |
| Edward O’Neal         | 1964–1975           |
| John W. Hanley        | 1975–1983           |
| Richard J. Mahoney    | 1983–1995           |
| Robert B. Shapiro     | 1995–2000           |
| Frank V. AtLee        | 2000–2003           |
| Hugh Grant            | seit 2003           |

### Anfangszeit von Monsanto
John Francis Queeny (1859–1933) gründete 1901 die nach dem Familiennamen seiner Frau, Olga Mendez Monsanto, benannten Monsanto Chemical Works mit einem Anfangskapital von 5000 US-Dollar. Geschäftsziel war die Herstellung des Süßstoffs Saccharin. Einziger fester Angestellter war der Schweizer Chemiker Louis Veillon (1875–1958), der zuvor bei Sandoz gearbeitet hatte, woher man auch die Rohstoffe bezog. Zu dieser Zeit wurde Saccharin sonst nur noch in Deutschland produziert. Queeny blieb zunächst weiter bei seinem bisherigen Arbeitgeber. 1904 erweiterte Monsanto seine Palette um Koffein und 1905 um Vanillin. In der Folge wurden zwei weitere Schweizer Chemiker eingestellt, Gaston Dubois und Jules Bebie. In den ersten drei Geschäftsjahren fiel ein Verlust an, 1905 ein Gewinn von 10600 Dollar. Besonders das Koffein erwies sich als lukrativ. Ab 1908 widmete sich Queeny seiner eigenen Firma allein, 1915 stieg der Umsatz erstmals über eine Million.
1927 erfolgte der Börsengang und 1928 übergab Queeny die Firma an seinen Sohn Edgar. Ab 1933 lautete der Firmenname Monsanto Chemical Company. 1936 übernahm Monsanto die zehn Jahre zuvor gegründete Thomas and Hochwalt Laboratories, welche später die zentrale Forschungsabteilung wurde.
Monsanto gehörte 1944 zu insgesamt elf Unternehmen, welche kriegsbedingt im Zuge eines Programms der US-amerikanischen Regierung lizenzfrei Dichlordiphenyltrichlorethan (DDT) produzierten. 1962 wurde die Produktion eingestellt.
Seit den 1940er Jahren produzierte Monsanto unter anderem polychlorierte Biphenyle (PCB), die inzwischen zu den zwölf als „Dreckiges Dutzend“ bekannten organischen Giftstoffen zählen und welche durch das Stockholmer Übereinkommen vom 22. Mai 2001 weltweit verboten wurden. Monsanto stellte die Produktion durch öffentlichen Druck 1977 ein. Am 16. April 1947 wurde durch die Explosion eines französischen Frachters eine Fabrik Monsantos in Texas City zerstört, wobei 512 Menschen ums Leben kamen. 1949 wurde mit American Viscose das Joint Venture Chemstrand zur Herstellung von Acrylfasern gegründet. 1961 kaufte Monsanto ihrem Partner die andere Hälfte ab. Die zunehmende Bedeutung von Öl und Gas für die chemische Produktion veranlasste Monsanto 1955 zu der bis dahin mit Abstand größten Übernahme, Lion Oil, welche den Umsatz um mehr als die Hälfte auf 632 Mio. Dollar anwachsen ließ. Die Erdölraffinerie und das Tankstellennetz wurden 1972 an TOSCO verkauft, von den Förderaktivitäten, u. a. in der Nordsee und mittlerweile als Monsanto Oil Company geführt, trennte man sich Mitte der 1980er Jahre.

### Vom Chemie- zum Mischkonzern
1960 wurde der landwirtschaftliche Bereich aufgebaut, welcher Dünge- und Pflanzenschutzmittel umfasste. 1964 wurde der Firmenname auf Grund der stark gestiegenen Diversifizierung in Monsanto Company geändert. Im selben Jahr entwickelten Chemstrand-Mitarbeiter den Kunstrasen ChemGrass, welcher nach der Installation im Astrodome 1966 als AstroTurf bekannt wurde.
Über das 1954 mit der Bayer AG gegründete Joint Venture Mobay war Monsanto bis 1967 an der Herstellung des Herbizids „Agent Orange“ beteiligt, das die US-Streitkräfte im Vietnamkrieg zur Vernichtung von Wäldern und Nutzpflanzen einsetzten. Aufgrund der Kontaminierung mit Dioxinen führte dies zu erheblichen irreversiblen Gesundheitsschäden bei Zivilisten und Soldaten, die dem Mittel ausgesetzt waren.
1968 führte William S. Knowles in den Labors von Monsanto die entscheidenden Experimente über chiral katalysierende Hydrierungsreaktionen durch, wofür er 2001 mit dem Nobelpreis für Chemie ausgezeichnet wurde. In den 1970er-Jahren hat Monsanto die Entwicklung von Leuchtdioden (LEDs) vorangetrieben, nachdem das Unternehmen 1968 als erste Firma die Massenproduktion von (roten) LEDs auf Basis von Galliumarsenidphosphid aufgenommen hatte. Die Produkte (diskrete LEDs und Siebensegmentanzeigen) ermöglichten damals erste Taschenrechner und Digital-(Armband-)Uhren.

### Aufspaltung und Fokus auf Grüne Gentechnologie
1979 wurde zusammen mit der American Society of Safety Engineers (ASSE) in Erinnerung an das Unglück von 1947 und den damaligen Vorstand der Edgar Monsanto Queeny Safety Professional of the Year (SPY) Award gestiftet, welcher jährlich an Sicherheitsingenieure für herausragende Leistungen vergeben wird. Im selben Jahr wurde der Biologe Howard A. Schneiderman Chef der Forschungsabteilung und beeinflusste maßgeblich die Entscheidung, Erträge aus dem „alten“ Chemiegeschäft in das neue Feld der Biotechnologie zu investieren. 1980 erwarb Monsanto eine Beteiligung an Biogen und schloss eine Forschungskooperation mit Genentech. 1985 übernahm Monsanto den Süßstoffhersteller G. D. Searle & Company und schuf die Tochtergesellschaft NutraSweet. Das gesamte Süßstoffgeschäft wurde 2000 verkauft.
1981 etablierte Monsanto eine Gruppe für Molekularbiologie und machte die Biotechnologie zum strategischen Fokus des Unternehmens. Wissenschaftler bei Monsanto waren 1982 die Ersten, denen die gentechnische Veränderung einer Pflanzenzelle gelang. Den ersten Patentantrag für ein gentechnisch verändertes Lebewesen stellte Monsanto 1983 auf eine vom Konzern entwickelte Petunie. 1987 führte Monsanto – erstmals in den USA – Feldversuche mit gentechnisch veränderten Pflanzen durch. 1994 kam das erste biotechnologisch erzeugte Produkt unter dem Markennamen Posilac auf den Markt. Es handelte sich um Recombinant Bovine Somatotropin (rBST), ein Wachstumshormon zur Steigerung der Milchleistung von Rindern. Rechte und Produktion wurden Anfang Oktober 2008 an Eli Lilly and Company verkauft.
Im Frühjahr 1997 wurde Calgene von Monsanto aufgekauft. Calgene war der Hersteller des Saatgutes der Flavr-Savr-Tomate, das erste gentechnisch veränderte Produkt, das in den USA auf den Markt zugelassen worden war. 1998 kaufte Monsanto das internationale Saatgutgeschäft von Cargill außerhalb Nordamerikas für 1,4 Milliarden US-Dollar. Im selben Jahr übernahm Monsanto DeKalb Genetics Corporation für 2,3 Milliarden US-Dollar. Durch Aufkäufe von Saatgut produzierenden Firmen wurde Monsanto 1998 nach dem US-amerikanischen DuPont-Pioneer Hi-Bred zum zweitgrößten Saatgutkonzern.
1997 wurde das Chemiegeschäft in eine separate Firma namens Solutia ausgegliedert. Am 9. Februar 2000 wurden die landwirtschaftlich orientierten Geschäftsteile in eine Tochtergesellschaft ausgelagert. Die ursprüngliche Monsanto (ohne ausgegliederte Gesellschaften) fusionierte am 31. März 2000 mit Pharmacia & Upjohn und änderte ihren Namen in Pharmacia. Die zuvor gegründete Tochtergesellschaft für das Agrargeschäft führte von da an den Namen Monsanto und übernahm zum Teil Verpflichtungen aus den früheren Geschäftsteilen von Pharmacia. Am 23. Oktober 2000 wurden 15 % an die Börse gebracht und am 13. August 2002 erfolgte die vollständige Abspaltung als die heutige Monsanto. Am 16. April 2003 ging Pharmacia in Pfizer auf. Nach der Aufteilung des Unternehmens 1997 bis 2002 entwickelte sich Monsanto zum Spezialisten für Agrarchemie und gentechnisch verändertes Saatgut.
Am 25. Januar 2005 übernahm Monsanto den kalifornischen Produzenten von Obst- und Gemüsesaatgut Seminis für 1,4 Milliarden US-Dollar. Im Februar 2005 kündigte Monsanto die Übernahme von Emergent Genetics Inc., dem damals drittgrößten US-amerikanischen Saatguthersteller von Baumwolle mit den Marken Stoneville Pedigreed und NexGen, für 300 Millionen US-Dollar an, welche am 5. April abgeschlossen wurde. Am 15. August 2006 verkündete das Unternehmen die Unterzeichnung einer Vereinbarung zum Kauf von Delta & Pine Land (D&PL) aus Mississippi für 1,5 Milliarden US-Dollar in bar. Zuvor war im Jahr 1998 ein Übernahmeversuch für 1,8 Milliarden US-Dollar gescheitert.
Im Juli 2009 übernahm Monsanto das auf gentechnisch veränderten Weizen spezialisierte Unternehmen WestBred für 45 Millionen US-Dollar. Im August 2009 kaufte Syngenta für 160 Millionen US-Dollar das Geschäft für hybrides Saatgut von Sonnenblumen von Monsanto.
Im September 2011 übernahm Monsanto Beeologics, welche ein RNAi-basierendes Mittel gegen Bienenviren in der Erprobung hat, insbesondere gegen das Israel Acute Paralysis Virus (IAPV). IAPV soll nach Ansicht der Forscher um Beeologics maßgeblich für Colony Collapse Disorder (CCD)/Bienensterben verantwortlich sein. Mit Hilfe von Monsantos Erfahrung in Zulassungsverfahren soll das Produkt zur Marktreife gebracht werden. In der Erforschung befindet sich ein weiteres Produkt gegen Nosema. Zu den wissenschaftlichen Beratern von Beeologics gehört der für die Entdeckung der RNAi mit dem Nobelpreis ausgezeichnete Craig Mello.
Nach langen Protesten erklärte die Monsanto-Sprecherin Ursula Lüttmer-Ouazane, dass aufgrund von Protesten keine Anträge mehr für den Anbau von gentechnischen Produkten in Europa gestellt werden, obwohl noch einige Pflanzen zugelassen werden sollen.

### Übernahme durch die Bayer AG
Am 23. Mai 2016 legte die Bayer AG ein offizielles Angebot vor, Monsanto für 62 Milliarden US-Dollar zu übernehmen. Da diese Offerte zu niedrig gewesen sei, entschied sich das Management von Monsanto einstimmig zur Ablehnung des Angebots, man sei aber offen für konstruktive Gespräche. Am 6. September 2016 wurde ein neues Angebot von Bayer vorgelegt, bei dem der Preis pro Aktie von 122 auf 127,50 US-Dollar erhöht wurde. Monsanto akzeptierte das Angebot wenig später. Der Kaufpreis lag bei 66 Milliarden US-Dollar (60 Milliarden Euro) und ist damit die bislang größte Übernahme durch einen deutschen Konzern im Ausland. Bayer wurde damit zur weltweiten Nummer eins im Agrarchemie-Geschäft. Für den Fall, dass die Übernahme aus kartellrechtlichen Gründen nicht erfolgt wäre, hatte sich Bayer bereiterklärt, 2 Milliarden US-Dollar an Monsanto zu zahlen.
Am 21. März 2018 stimmte die EU-Kommission der geplanten Übernahme unter Auflagen zu. So hatte sich Bayer zuvor verpflichtet, fast sein gesamtes weltweites Geschäft für Saatgut und agronomische Merkmale, einschließlich der Forschung, an BASF zu verkaufen. Darüber hinaus übernimmt BASF das Geschäft mit dem Pflanzenschutzmittel Glufosinat, drei wichtige Forschungsprogramme für Breitband-Unkraut-Vernichtungsmittel und das in der Marke Nunhems zusammengefasste Gemüsesaatgutgeschäft. Die Genehmigung durch das US Department of Justice erfolgte am 29. Mai 2018. Als letzte Wettbewerbsbehörde erteilte die mexikanische Comisión Federal de Competencia Económica am 4. Juni unter Auflagen ihre Genehmigung. Am 7. Juni 2018 wurde die Übernahme abgeschlossen. Der Name Monsanto wird nicht fortgeführt, die Integration in den Bayer-Konzern konnte jedoch erst erfolgen, nachdem BASF die Übernahme der von Bayer abgegebenen Bereiche im August 2018 abgeschlossen hatte.
Auf der ersten Bayer-Hauptversammlung nach dem Abschluss der umstrittenen Übernahme von Monsanto 2019 versagten erzürnte Aktionäre dem Vorstand um Bayer-Konzernchef Werner Baumann die Entlastung – eine Premiere in der Geschichte des DAX. Die Bayer-Aktie hatte nach dem Abschluss der Monsanto-Transaktion um 40 Prozent an Wert eingebüßt. An der Börse war Bayer, einst Deutschlands wertvollstes DAX-Unternehmen, mit 57 Milliarden Euro nur noch etwa so viel wert, wie Bayer als Kaufpreis für Monsanto bezahlt hatte. Zahlreiche Großaktionäre hatten daher bereits im Vorfeld angekündigt, den Vorstand und teilweise auch den Aufsichtsrat nicht entlasten zu wollen.

## Juristische Auseinandersetzungen

### Klagen gegen Monsanto
Das US-Landwirtschaftsministerium veröffentlichte 1912 nach zähen Verhandlungen die Food Inspection Decision 142 auf Grundlage des Pure Food and Drug Act von 1907. In der Entscheidung wurde Saccharin als Zutat für normale Lebensmittel verboten. Eine Verwendung als Heilmittel für Diabetiker blieb erlaubt. Später wurde die erlaubte Nutzung auf diätische Lebensmittel ausgeweitet. Während des Ersten Weltkriegs durfte Saccharin wieder als Zutat benutzt werden. Eine Klage des Leiters des USDA Chemielabors gegen die Monsanto Chemical Works war 1916 erfolglos. 1920 erhob die US-Regierung Klage gegen Monsanto. Monsanto habe weiter umfangreich Saccharin in den Handel gebracht und damit gegen das Pure Food Law verstoßen; Saccharin habe eine gesundheitsschädliche Wirkung. Da die Regierung ihr Vorbringen nicht ausreichend beweisen konnte, einigte sich die Jury nicht auf ein Urteil. Auch 1924 scheiterte eine Klage der Regierung an einer zerstrittenen Jury. Die Klagen wurden 1925 endgültig abgewiesen.
Ehemalige US-Soldaten, die im Vietnamkrieg mit dem Entlaubungsmittel Agent Orange in Berührung gekommen waren, hatten Sammelklagen gegen mehrere Hersteller eingereicht. 1985 wurde nach einem außergerichtlichen Vergleich von sieben Firmen, darunter Monsanto, ein Entschädigungsfonds über 180 Millionen US-Dollar eingerichtet. Eine Klage der vietnamesischen Vereinigung der Opfer von Agent Orange gegen Monsanto und weitere Chemiekonzerne wurde im März 2005 von einem US-amerikanischen Bundesgericht abgelehnt.
1998 verklagten die Bauern Simrall & Simrall, die gegen Monsantos Herbizid Roundup resistente Sojabohnen angebaut hatten, die Monsanto Tochtergesellschaft Jacob Hartz Seed Company auf Schadensersatz. Die Sojabohnen wurden vom Sojabohnen-Mosaik-Virus befallen, obwohl die Samen als krankheitsresistent (disease-resistant) beworben worden waren. Für den Ernteverlust von fast 80 % sprach ein Gericht den Klägern eine Entschädigung von knapp 163.000 US-Dollar zu. Das Urteil wurde vom Berufungsgericht Mississippi bestätigt.
2002 erhob die Schweizer Firma Syngenta Klage zur Durchsetzung von Biotechnologiepatenten gegen Monsanto und andere Firmen. 2004 wurde die Klage abgewiesen.
Im August 2003 wurde ein Vergleich geschlossen, um 20.000 Einwohner der Stadt Anniston in Alabama zu entschädigen, die jahrelang mit Wissen Monsantos den gesundheitsschädlichen Nebenprodukten der PCB-Erzeugung ausgesetzt waren. Die Produktion wurde zwar bereits 1976 gesetzlich untersagt, doch zog sich der Prozess über Jahrzehnte hin. Seit Ende der 1930er Jahre waren Monsanto die toxischen Eigenschaften von PCB bekannt. Dennoch entsorgte der Konzern nahezu 40 Jahre lang Millionen Tonnen PCB im nahegelegenen Snow Creek. Monsanto zahlte 390 Millionen US-Dollar, Versicherungen 160 Millionen und Solutia 50 Millionen. Andere Kosten wie für Entsorgung sollen 100 Millionen betragen haben, so dass sich der Gesamtumfang auf 700 Millionen US-Dollar belief. Die Umgegend der Monsanto-Produktionsstätten W. G. Krummrich und Cerro Copper Products Company in Sauget in Illinois ist mit PCB und Dioxin kontaminiert. Hohe Konzentrationen an Dioxin wurden ebenfalls am Monsanto-Standort in Nitro in West Virginia nachgewiesen.
Am 6. Januar 2005 wurde gegen Monsanto ein Bußgeld in Höhe von 1,5 Millionen US-Dollar verhängt, da der Konzern von 1997 bis 2002 mindestens 140 Regierungsbeamte in Indonesien bestach, um die für die Einführung der Bt-Baumwoll-Sorte ‘Bollgard’ seitens der indonesischen Regierung geforderte Umweltrisikoabschätzung zu unterlaufen. Dabei flossen Bestechungsgelder in Höhe von 700.000 US-Dollar mit denen unter anderem Bücher und Rechnungen gefälscht wurden. Die United States Securities and Exchange Commission hatte den Konzern wegen Verstoßes gegen den Foreign Corrupt Practices Act verklagt.
Kurz vor der Gerichtsverhandlung am 19. März 2008 bezüglich einer Klage von dem im Jahr 2007 für seinen Kampf gegen die Gentechnik mit dem alternativen Nobelpreis ausgezeichneten Percy Schmeiser gegen Monsanto wegen 2005 auf seinen Feldern unerwünscht aufgetauchten gentechnisch veränderten Rapses kam es zu einer außergerichtlichen Einigung. Monsanto zahlte eine Rechnung über 660 US-Dollar aus dem Jahr 2006 für die von Schmeiser selbst durchgeführte Beseitigung, Schmeiser übernahm seine Gerichtskosten und musste Monsantos Verschwiegenheitsklausel nicht unterschreiben. Nach Angaben Schmeisers war Monsanto zuvor in einem ersten außergerichtlichen Einigungsversuch nur unter der Bedingung bereit zu zahlen, dass über den Fall Stillschweigen bewahrt würde und es für die Zukunft ausgeschlossen wäre, Monsanto wegen Kontamination seiner Ernte vor Gericht zu belangen, was Schmeiser nach Angaben der taz als „sittenwidrig“ abgelehnt hatte.
1996 erhob der Staat New York in den USA Klage gegen Monsanto, da das Herbizid Roundup auf dem Außenetikett mit der Eigenschaft „biologisch abbaubar“ beworben wurde. Der Generalstaatsanwalt verurteilte Monsanto dazu, keine Roundup-Herbizide mit der Etikettierung „biologisch abbaubar“ auf den Markt zu bringen. Im Januar 2007 verurteilte in Frankreich die 5. Kammer des Strafgerichts von Lyon den Konzern Monsanto und die Firma Scotts France, den Verteiler von Roundup, jeweils zu einem Bußgeld von 15.000 €. Hintergrund war, dass die Organisationen «Eau et rivières de Bretagne» und Union fédérale des consommateurs Klage erhoben hatten, da sie in der Deklarierung von Roundup als „biologisch abbaubar“ und „umweltfreundlich“ einen Etikettenschwindel sahen. Monsanto legte gegen dieses Urteil Berufung ein, scheiterte jedoch. Daraufhin stellte Monsanto einen Revisionsantrag, welcher im Oktober 2009 abgelehnt wurde.
Am 13. Februar 2012 wurde Monsanto von der 4. Kammer für Zivilangelegenheiten des Landesgerichts Lyon schuldig gesprochen, den 47-jährigen Landwirt Paul Francois durch ein Pflanzenschutzmittel vergiftet zu haben. Das Gericht kam zu der Überzeugung, dass Paul Francois 2004 durch Einatmung des Herbizids Lasso gesundheitliche Schäden davongetragen hat. Als Folge hieraus verurteilte das Gericht Monsanto dazu, Paul Francois umfassend für die erlittenen gesundheitlichen Schäden zu entschädigen. Eine medizinische Expertise als Grundlage für die Höhe der Entschädigung wurde veranlasst.
Die Beschwerden von Francois werden von medizinischer Seite auf eine Schädigung des Zentralnervensystems zurückgeführt, die sich kurz nach der Inhalation in Symptomen wie Übelkeit, Stottern, Schwindelanfälle und Störungen des Muskelapparates äußerten und zu einer einjährigen Unterbrechung der Erwerbstätigkeit führten. Aufgrund chronischer Müdigkeit und hartnäckigen Kopfschmerzen ist Francois gegenwärtig nur zu einer Halbtagsbeschäftigung in der Lage. Ein Jahr nachdem er die Dämpfe eingeatmet hatte, ergaben Analysen, dass in seinem Organismus Spuren von Monochlorbenzol, einem in Lasso in hoher Konzentration enthaltenen Lösungsmittel, vorhanden waren. François Lafforgue, der Anwalt von Francois, hatte Monsanto vorgeworfen, Lasso nicht vom Markt genommen zu haben, obwohl die Gefährlichkeit bereits 1980 festgestellt worden sei und entsprechende Verbote in England und Belgien bestanden.
Lafforgue dokumentierte das Urteil als historische Entscheidung, da erstmals ein Schuldspruch gegen einen Hersteller von Pestiziden wegen Vergiftung erfolgt ist. Die Beweisführung im Fall Francois unterschied sich von ähnlichen Verfahren dadurch, dass ihm der genaue Zeitpunkt der Inhalation bekannt war. Monsanto schloss eine mögliche Berufung nicht aus. Das Urteil könnte für ähnlich gelagerte Verfahren wegweisende Wirkung besitzen.
Vom 15. bis 18. Oktober 2016 fand das Monsanto-Tribunal statt.
Am 10. Juli 2018 ebnete der US-Richter Vince Chhabria in San Francisco den Weg für eine Klagewelle gegen Monsanto. Der Richter erklärte, nur weil das Erbringen eines lupenreinen Ursache-Wirkung-Nachweises eine „große Herausforderung“ für die Kläger sei, dürfe man ihnen einen Prozess nicht verwehren. Der Konzern hatte bis zuletzt erbittert um die Abweisung der Anträge gekämpft. Es gebe ausreichend Hinweise für eine Verhandlung der Klagen, in denen das Glyphosat-haltige Unkrautvernichtungsmittel Roundup für die Entstehung von Lymphdrüsenkrebs verantwortlich gemacht wird. Alleine bei Chhabrias Gericht warfen mehr als 400 Bauern, Gärtner und Verbraucher Monsanto vor, durch den Unkrautvernichter das Non-Hodgkin-Lymphom bekommen zu haben. USA-weit waren über 5.000 Klagen anhängig. Die dabei verhandelte Klage des 46-jährigen Dewayne Johnson, bei dem 2014 Lymphdrüsenkrebs diagnostiziert worden war, wurde anderen Fällen vorgezogen, weil der Mann bereits im Sterben lag. Die Nichtregierungsorganisation U.S. Right To Know hatte zu 250 Klagen, die im Distriktgericht von San Francisco verhandelt werden, freigegebene Dokumente veröffentlicht („Monsanto Papers“). Demnach waren Monsanto die Gesundheitsgefahren seit vielen Jahren bekannt, wurden aber vertuscht und die Verbraucher nicht gewarnt.
Am 10. August 2018 erließ das San Francisco Superior Court ein Meilenstein-Urteil zugunsten Dewayne Johnson. Es war der erste Prozess in den USA, der sich mit der Frage befasste, ob Glyphosat Krebs verursachen kann. Monsanto wurde zur Zahlung von 290 Millionen US-Dollar (umgerechnet 253 Millionen Euro) verurteilt. Begründung: Der glyphosathaltige Unkrautvernichter Round-up habe zur Krebserkrankung des Klägers „wesentlich“ beigetragen und Monsanto habe versäumt, den Kunden vor dem Krebsrisiko durch das Herbizid zu warnen. Sie stufte dies als „Heimtücke“ ein. Johnson bekam eine Entschädigung in Höhe von 39,2 Millionen US-Dollar zugesprochen, der Rest war eine Strafzahlung (Punitive damages). Der Umweltanwalt Robert F. Kennedy Jr., der zu Johnsons Team gehört, erklärte: „Die Geschworenen haben der Chefetage von Monsanto eine Botschaft gesandt, dass die Geschäfte nun geändert werden müssen.“ Der Konzern habe lange versucht, die kritischen wissenschaftlichen Erkenntnisse zu unterdrücken – „doch die Wissenschaft war viel überzeugender“. Die Bayer-Aktie stürzte massiv ab. Vorstandsvorsitzender Werner Baumann erklärte, Rückstellungen für Schadensersatzzahlungen habe Bayer bislang nicht gebildet. Es wurde öffentlich, dass bis Ende Juli 2018 rund 8.000 Klagen vorlagen. Baumann räumte ein, dass sein Unternehmen keinen Zugang zu internen Monsanto-Mails über die Gesundheitsrisiken von glyphosathaltigen Pestiziden gehabt habe, bevor Bayer Monsanto kaufte.
Das Urteil in der Johnson-Klage fachte die Diskussion über die Schädlichkeit von Glyphosat erneut an. Kurz vor dem Urteil entschied ein Bundesrichter in Brasilien, dass neue Produkte, die Glyphosat enthielten, im Land nicht registriert werden konnten und bestehende Registrierungen ausgesetzt würden. Frankreichs Umweltminister Nicolas Hulot erklärte, das Urteil sei der „Beginn eines Krieges“ gegen Glyphosat in Europa. Die Substanz müsse verboten werden, es sei kein Kampf gegen das Interesse der Bauern, sondern zu ihrem Vorteil. In Deutschland, der Heimat der neuen Muttergesellschaft von Monsanto, der Bayer AG, forderte die Umweltministerin, dass der Einsatz von Glyphosat-basierten Herbiziden innerhalb von drei Jahren eingestellt werden sollte. Éric Andrieu, Vorsitzender des Sonderausschusses für das Genehmigungsverfahren der EU für Pestizide, sagte „Wenn es eine Kontroverse gibt, ist es zumindest notwendig, das Vorsorgeprinzip anzuwenden, um die Gesundheit von 500 Millionen Europäern zu schützen“.
Nach insgesamt drei verlorenen „Strafschadensersatzprozessen“ 2018/2019, einer Besonderheit des US-Rechts, geklagt hatten nach Johnson als weitere Betroffene Edwin Hardeman und das Ehepaar Alva und Alberta Pilliod (erstinstanzlich in Oakland festgelegter Schadensersatz für letztere: rund zwei Milliarden $) rechnen Kommentatoren damit, dass Bayer der US-weiten Klagewelle wird nachgeben müssen und für die nächsten Jahre erhebliche Rückstellungen dafür bilden muss. Nach dem Stand vom Mai 2019 steht Bayer in den USA gerundet 13.400 Klagen gegenüber, im März 2024 waren noch etwa 54.000 der insgesamt rund 167.000 eingereichten Klagen der von Bayer-Cheflobbyist Matthias Berninger als „US-Klageindustrie“ bezeichneten Anwaltskanzleien offen. Allein vor dem Gericht in Oakland, wo der Fall des Ehepaars Pilliod verhandelt wurde, sind 250 Klagen anhängig.
Der Richter Chhabria reduzierte die zuerst von einer Jury im Fall Hardeman verhängte Summe von gut 80 Mio. $ am 15. Juli 2019 auf 25,3 Mio. $. Er begründete das vor allem damit, dass das Verhältnis zwischen dem regulären Schadenersatz und dem „Strafschadenersatz“ in einem verfassungsrechtlich angemessenen Rahmen bleiben muss.

### Monsanto als Kläger
Nach der Darstellung von Monsanto verklagte das Unternehmen seit 1997 147 amerikanische Bauern mit dem Vorwurf, Monsantos Patente auf genetisch modifiziertes Saatgut verletzt zu haben. Hierbei geht es in der Regel um den Vorwurf, die Bauern würden Samen aus der Ernte aufbewahren, um sie im nächsten Jahr zur Aussaat zu verwenden, was aufgrund ihrer Verträge mit Monsanto unzulässig sei. Monsanto bemüht sich aktiv, solche Fälle aufzudecken, und hat zu diesem Zweck auch Landwirte um ihre Mithilfe gebeten, eine kostenlose Hotline zum Melden von Verstößen eingerichtet und Detektive engagiert. Nach Angaben des Unternehmens kommt es jährlich bei über 250.000 Landwirten, die Monsantos Technologie nutzen, in einer geringen Zahl zu Verdachtsfällen. Es kam bisher zu insgesamt elf Gerichtsverfahren, die alle zugunsten Monsantos entschieden wurden. Um gegen Bauern wegen Patentverletzungen zu ermitteln und diese gegebenenfalls zu verklagen, baute der Konzern eine Abteilung mit 75 Angestellten und einem jährlichen Budget von 10 Millionen US-Dollar auf. In einer Pressemitteilung im Herbst 1998 bestätigte die Firma, dass sie 475 Verdachtsfällen von Saatgut-Patentverletzungen nachginge. Mindestens 500 Verdachtsfälle dieser Art verfolgen die „Ermittler“ von Monsanto jedes Jahr. Das Zentrum für Nahrungsmittelsicherheit, Washington D.C. gibt 2005 90 US-Gerichtsverfahren an, in denen Monsanto als Kläger gegen Bauern wegen Patentverletzungen auftrat, die 147 Bauern und 39 kleine Firmen oder Landhändler betreffen. Bei mindestens sechs dieser 90 Verfahren sei ein Saatgutvertrag mit gefälschter Unterschrift vorgelegt worden. Der davon betroffene Bauer Stratemeyer reichte gemäß der Studie eine Sammelklage gegen Monsanto ein. Begründet habe er sie mit dem Vorwurf der Beschaffung und Nutzung gefälschter Unterschriften auf Saatgut-Verträgen.
Ein in Kanada bis zum obersten Gerichtshof ausgefochtener Fall erregte weltweit Aufsehen. Monsanto beschuldigte 1998 den Landwirt Percy Schmeiser, unberechtigt und unter Verletzung eines Monsanto-Patents die genetisch modifizierte Raps-Variante „Roundup-Ready Canola“, die gegen das Herbizid Roundup resistent ist, angebaut zu haben. Nach Angaben Schmeisers war Raps von vorbeifahrenden Lastwagen gefallen oder von nahen Feldern anderer Bauern herübergeweht worden. Er hatte dies festgestellt, nachdem er auf etwa einem Hektar entlang der Straße Roundup ausbrachte und rund 60 % der Pflanzen überlebten. Aus diesem Teil hatte er Saatgut gewonnen und danach auf 400 Hektar gezielt angebaut und kommerziell verwertet. Die 2004 gefallene höchstrichterliche Entscheidung legte dem Landwirt keine Lizenzzahlungen und keinen Strafschadensersatz auf, da er nicht von den besonderen Eigenschaften der Roundup-resistenten Rapssorte profitiert hatte, hielt aber fest, dass er prinzipiell nicht das Recht hatte, die patentierte Sorte wissentlich anzubauen. Das Ehepaar Schmeiser wurde für ihren Kampf gegen Monsanto 2007 mit dem Alternativen Nobelpreis geehrt. In der Begründung der Jury heißt es u. a.:

„… for their courage in defending biodiversity and farmers’ rights, and challenging the environmental and moral perversity of current interpretations of patent laws.“

„… für ihren Mut bei der Verteidigung der Biodiversität und der Rechte der Landwirte und dafür, dass sie die Perversität der gegenwärtigen Auslegung der Patent-Gesetzgebung in Bezug auf die Umwelt und die Moral aufzeigen und anprangern.)“

2004 ging Monsanto gerichtlich gegen eine Werbekampagne der Molkerei Oakhurst Dairy in Portland, Maine vor, die damit warb, dass die verwendete Milch von Kühen stammte, die nicht das in Europa und Kanada verbotene Wachstumshormon rBGH von Monsanto bekommen hatten. Monsanto hielt diese Werbeaussage für geschäftsschädigend. Die beiden Firmen einigten sich außergerichtlich auf eine veränderte Formulierung.
Im April 2009 reichte Monsanto eine Klage gegen das von Agrarministerin Ilse Aigner ausgesprochene Anbauverbot der gentechnisch veränderten Maissorte MON810 ein. Vom Verwaltungsgericht Braunschweig wurde das Anbauverbot jedoch in einem Eilverfahren bestätigt. Auch ein weiterer Eilantrag Monsantos vor dem Niedersächsischen Oberverwaltungsgericht in Lüneburg wurde am 28. Mai 2009 abgewiesen.

### Sonstige
Zwischen 2002 und 2007 verkaufte Monsanto in 1782 Fällen in den USA Bt-Baumwollsaatgut, dessen Anwendungsbroschüre die Information über ein Anbauverbot in zehn texanischen Countys entgegen der gesetzlichen Vorschrift nicht enthielt (bis September 2008 galt in diesen Countys ein Anbauverbot, um die Entwicklung von Resistenzen gegen Bt-Toxine zu behindern). Monsanto teilte der EPA das Fehlen der Information 2007 mit, korrigierte anschließend die Anwendungsbroschüre und erklärte sich im Juli 2010 bereit, hierfür 2,5 Millionen US-Dollar Strafe zu zahlen. Diese Strafe ist die höchste, die jemals im Rahmen des Federal Insecticide, Fungicide and Rodenticide Act verhängt wurde.
2005 verklagte der Imker Karl-Heinz Bablok den Freistaat Bayern auf Schadensersatz, weil Pollenspuren von gentechnisch verändertem Mais (MON810) in seinem Honig gefunden wurden. Der Europäische Gerichtshof urteilte im September 2011, dass Pollen im Honig als Zutat einzustufen ist und die Herkunftspflanze hierfür eine besondere Zulassung benötigt, wenn sie gentechnisch verändert ist. Diese Zulassung besitzt MON810 nicht. Durch das neue Urteil ist zum einen eine Toleranzschwelle für die Zutat Pollen aus in der EU nicht zugelassener GVO nicht gegeben. Zum andern muss die Honigzutat Pollen dann als „genetisch verändert“ gekennzeichnet werden, wenn der Anteil von Pollen aus hierfür zugelassenen Gv-Pflanzen mehr als 0,9 % am Gesamtpollengehalt beträgt.

## Kontroversen

### Bt-Baumwolle und Suizide in Indien
Die Einführung von Bt-Baumwolle von Monsanto hat in Indien polarisierende Kontroversen ausgelöst. Im Vorfeld war im März 1998 dem Unternehmen Delta & Pine Land gemeinsam mit den Vereinigten Staaten von Amerika vom US-Patentamt das erste Patent auf eine Terminatortechnologie erteilt worden. Die Terminatortechnologie wurde als „System zur Kontrolle der Fortpflanzungsfähigkeit des Samens, ohne die Frucht zu beeinträchtigen“ deklariert. Die Diskussion um diese Technologie hatte sich auf Monsanto fokussiert. Als Grund hierfür sieht André de Kathen, Molekularbiologe, u. a. den 1999 erfolgten Versuch von Monsanto Delta & Pine Land zu übernehmen, wie auch dass diese Technologie Folgen für die Subsistenzwirtschaft in Entwicklungsländern mit sich brächte. Die Umweltaktivistin Vandana Shiva (2002) oder das Netzwerk Gene Campaign (1999) gaben an, Monsanto besäße Produkte, basierend auf der „Terminatortechnologie“, durch welche Samen ihre Keimfähigkeit verlieren. Durch die Vermarktung dieser Technologie wäre die Biodiversität bedroht und Bauern verlören die Möglichkeit, Teile ihrer Ernte wiederauszusäen. Aktivisten zerstörten unter dem Namen Operation Cremate Monsanto mehrere Feldversuche mit Bt-Baumwolle in Indien. Die indische Regierung verbot die heimische Anwendung der Terminator-Technologie im Jahr 1998, die Bewegung bestand dennoch weiter. Nach Angaben von Shiva sei durch den Anbau (offiziell seit 2002) von Bt-Baumwolle in Indien die Suizidrate unter indischen Kleinbauern gestiegen. 2006 behauptete Shiva laut dem Politikwissenschaftler Ronald Herring, Monsantos Bt-Baumwolle basiere auf der Terminatortechnologie und habe tausende indische Bauern in „Verschuldung, Verzweiflung und Tod“ getrieben. Er analysiert 2006 das Scheitern der Operation Cremate Monsanto so: Bt-Baumwolle habe sich in Indien aus agronomischen Gründen weitgehend durchgesetzt, die Aktivisten hinter der Kampagne hätten die objektiven Klasseninteressen der Baumwollbauern an höherem und verlässlicherem Einkommen falsch eingeschätzt, sie hätten Monsanto die Terminator-Technologie aufgrund unzuverlässiger Quellen zugeschrieben und die Kampagne sei auf sich empirisch widerlegenden Behauptungen zum Einfluss Monsantos auf das indische Saatgutgeschäft aufgebaut gewesen.
Monsanto bestreitet, Produkte mit Terminator-Technologie zu entwickeln oder kommerziell zu vertreiben. An der University of Delhi durchgeführte Analysen von Bt-Saatgut fanden keine „Terminator-Gene“. Eine 2011 veröffentlichte Untersuchung des IFPRI kommt zu dem Schluss, dass eine Zunahme von Selbstmorden durch die offizielle Statistik nicht belegt werden kann. Die Einführung der Bt-Baumwolle habe große Zugewinne bei Produktivität und Einkommen der Bauern erbracht. Glenn Davis Stone, Professor für Anthropologie, weist darauf hin, dass es im Hauptanbaugebiet von Baumwolle in Indien schon immer eine erhöhte Suizidrate bei Bauern gegeben habe. Publikationen, die die Selbstmorde auf die neuen Samen zurückführen, liege oft zweifelhaftes empirisches Material zugrunde. In seiner aktuellen Studie (2011), die auch auf Vergleichsstudien in ausgewählten Dörfern im Warangal District (Andhra Pradesh) beruht, stellte G. D. Stone fest, dass bei Bt-Baumwolle höhere Erträge (18 %) bei niedrigerem Pestizideinsatz (54 %) vorlagen. Gleichzeitig gibt er zu bedenken, dass es unklar ist, wie lang diese Gewinne angesichts gestiegener Schäden durch Nicht-Zielorganismen (Schadinsekten, gegen die das Giftgen nicht wirkt) halten würden. Den Bauern fehle es – im Zusammenhang mit dem Anbau gentechnisch veränderter Baumwolle – hinsichtlich des raschen Wechsels von Saatgut und Technologien an Möglichkeiten, Prozesse für ihre eigenen Interessen sinnvoll zu steuern. Selbst Saatgutlieferanten hätten in Befragungen keine Angaben zu Einsatzmöglichkeiten zu dem von ihnen angebotenen Saatgut liefern können. Diese Situation führte im Zusammenhang mit in der Geschichte der Region begründeten Entwicklungen zu einem seit Jahren andauernden Verlust von landwirtschaftlichem Know-how bei den Bauern. Srijit Mishra vom Indira Gandhi Institute of Development Research sowie K. Nagaraj vom Madras Institute of Development Studies stellen in ihren Studien zu Selbstmorden indischer Bauern eine angestiegene Selbstmordrate im fraglichen Zeitraum fest. In die Suizidstatistik bei Nagaraj fließen auch Selbsttötungen der Farmfrauen ein, die üblicherweise der Suizidstatistik der Gesamtbevölkerung zugerechnet werden. Beide Studien führen die Suizide auf eine Kombination sozioökonomischer Ursachen zurück. Als solche werden Mangel an alternativen Einkommensquellen, niedriges Einkommen, Schulden, unzureichende Regulierung von Kreditmärkten sowie das Fehlen geeigneter Hilfsstrukturen für Bauern benannt. Die aktuelle Studie von Gruère und Sengupta (2011) findet zwar steigende absolute Selbstmordzahlen, jedoch keinen Anstieg von Farmerselbstmorden im Vergleich zur indischen Gesamtbevölkerung. Ihre Metastudie zur Auswirkung der Einführung von Bt-Baumwolle ergab einen Einkommensanstieg für die Bauern um 50–94 %. Nach einer detaillierten Untersuchung von Selbstmordzahlen auf der Ebene einzelner Bundesstaaten folgern sie, dass die Möglichkeit abgewiesen werden könne, Bt-Baumwolle sei „eine notwendige oder eine hinreichende Bedingung für Bauernselbstmorde in Indien“. Allerdings geben sie an, nicht ausschließen zu können, dass die Bt-Baumwolle eine mögliche Rolle bei dem diskreten Anstieg der Selbstmorde gespielt habe, insbesondere in den Jahren 2002, 2004 und 2006 und in den Gebieten Andhra Pradesh and Maharashtra.

### Geschäftsverhalten allgemein

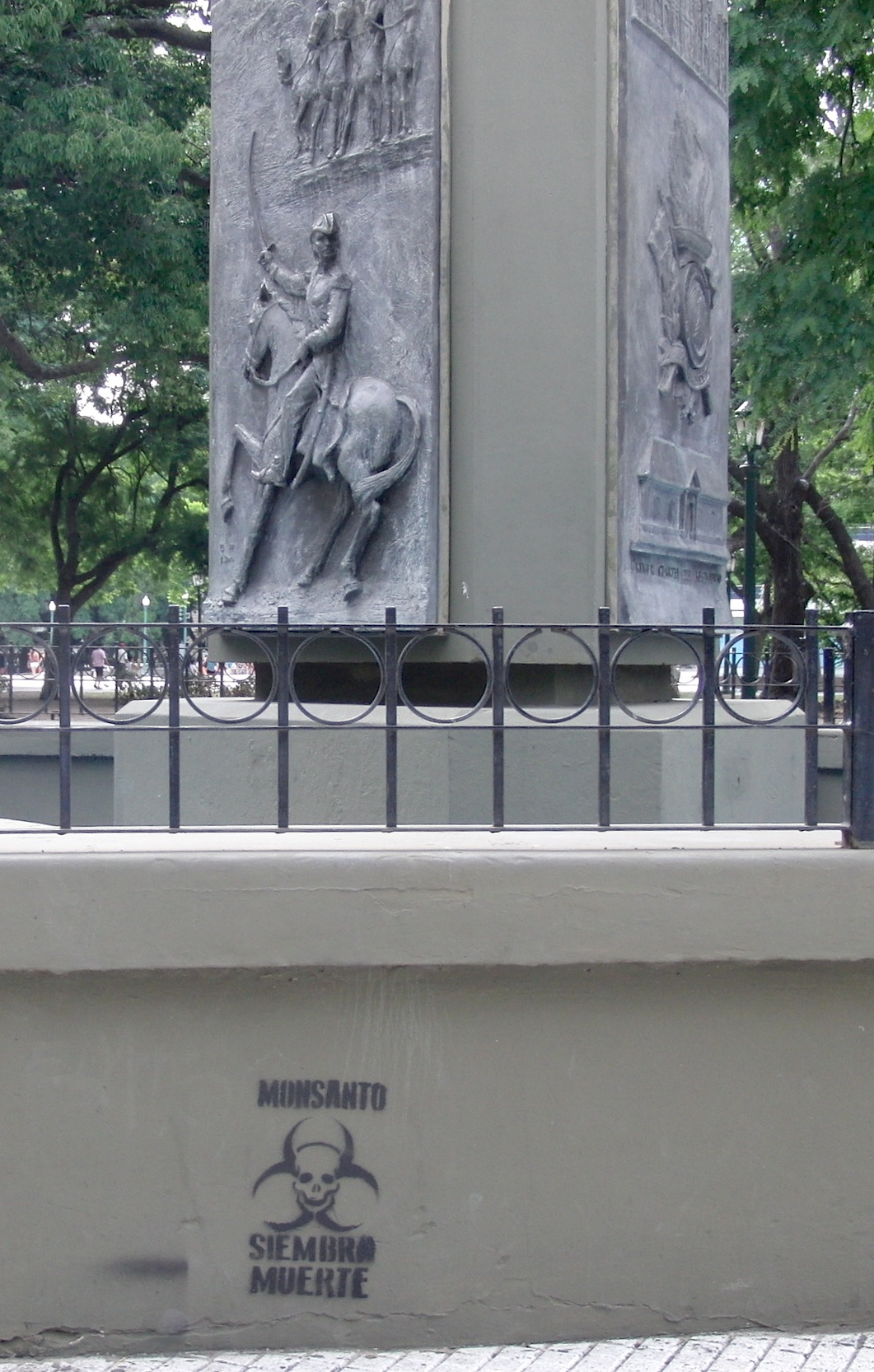
Anti-Monsanto-Stencil in Buenos Aires, 2013 (Monsanto siembra muerte = Monsanto sät den Tod)

Kritiker monieren, Monsanto betreibe eine offensive Aufkaufpolitik anderer Saatgutunternehmen und halte bereits eine Monopolstellung bei der Produktion von genverändertem Saatgut. 2005 lag der Marktanteil von Monsanto laut Greenpeace bei über 90 % aller weltweit angebauten transgenen Pflanzen. Greenpeace behauptet, Monsanto wolle die globale Landwirtschaft vollständig unter seine Kontrolle bringen.
In der Kolumne „Das Kapital“ der Financial Times Deutschland wurde im April 2009 unter dem Titel „Monsantos Giftküche“ das Geschäftsgebaren von Monsanto kritisiert. Der Autor vergleicht die Vorgehensweise von Monsanto mit den Bankern, die die Finanzkrise auslösten. Monsanto werde von Finanzmarktanalysten geliebt, da der Konzern auch im schwierigen Jahr 2009 Absatz, Marktanteil und Eigenkapitalrendite steigern konnte. Bauern in Entwicklungsländern seien von den Produkten des „Quasimonopolisten“ abhängig. Was Monsanto anrichte, könne man „noch gar nicht fassen“. Der Autor bezeichnete den durch Banken in der Finanzkrise verursachten Schaden als „laues Lüftchen gegen das, was sich im Agrarsektor anbahnt“.
Monsanto kündigte im Mai 2013 an, die Lobbyarbeit für den Anbau von gentechnisch verändertem Saatgut in Europa aufzugeben. Diese Ankündigung bezog sich jedoch nicht auf Lobbyarbeit für die Zulassung von Importen solcher Pflanzen. Im Oktober 2013 ließ die EU auf Bestreben Monsantos und Dow Agrosciences einen weiteren gentechnisch veränderten Mais („SmartStax“) für den Import, nicht den Anbau, zu. Dow Agrosciences und Monsanto haben hier ein gemeinsames Interesse, wie auch der Mutterkonzern Dow Chemicals und Monsanto teilweise gemeinsame Großinvestoren aufweisen.

### Geschäftsverhalten gegenüber Bauern
Im Mai 2003 startete das Zentrum für Nahrungsmittelsicherheit (Center for Food Safety, CFS) in den USA unter dem Titel „Monsanto gegen US-amerikanische Bauern“ eine Untersuchung zu Rechtsstreitigkeiten US-amerikanischer Bauern, die patentierte, gentechnisch veränderte Pflanzen anbauten. Dabei wurde festgestellt, dass Monsanto auf der Basis ihrer zusätzlich mit den Bauern abgeschlossenen Verträge („Technologie-“ bzw. „Anbauverträge“) zunehmend Bauern wegen tatsächlicher oder vermuteter Patent- oder Vertragsverletzungen verklagt. Die Arbeitsgemeinschaft bäuerliche Landwirtschaft (AbL) aus Deutschland veröffentlichte 2009 auszugsweise diese Studie sowie im Anhang den Monsanto-Anbauvertrag für Deutschland 2006. Sie schreibt im Vorwort der Veröffentlichung:

„Monsantos Versuch, Bauern abhängig zu machen, der Einsatz aggressiver Ermittlungsmethoden und das skrupellose Verklagen von Bauern stellen einen Angriff auf die Grundfeste bäuerlicher Gewohnheiten dar, unter anderem auf eines der ältesten Rechte von Bauern: Saatgut der eigenen Ernte aufzubewahren und wieder auszusäen (Nachbau).“

Der Filmautor Christian Jentzsch kritisierte 2006, dass es Landwirten im Konfliktfall mit Monsanto vertraglich nicht gestattet sei, sich gegenüber Dritten zu äußern. Weiterhin werde diesen Landwirten vertraglich untersagt, bei Ernte- oder Ertragsausfällen (z. B. Rückgang der Fruchtbarkeit bei Zuchtschweinen) gegen Monsanto zu klagen.
Der Soziologe Souleymane Ouattara beanstandet 2008, dass Monsanto es seinen Kunden in Mali verbiete, Ernteerträge aus Monsanto-Saatgut erneut auszusäen, und dass die Kaufverträge zur Vermeidung von Patentverletzungen eine Überprüfung der Einhaltung dieser Vertragsbedingung erlauben. Die Bauern seien dieses System nicht gewohnt. Bisher bewahren sie aus jeder Ernte für die nächste Aussaat Saatgut auf oder bekommen es kostenlos von der staatlichen Textilgesellschaft. Bei Engpässen oder einer zweiten Aussaat greife gegenseitige Hilfe. Da die Monsanto-Verträge dies nicht erlauben, steht laut Ouattara ein Gesellschaftssystem auf dem Spiel.

### Patente
Monsanto nutzt die rechtlichen Möglichkeiten von Patenten, die manche Länder auf Pflanzensorten gewähren. In diesen Ländern verbietet das Gesetz die Aussaat der Ernte aus patentrechtlich geschütztem Saatgut. Gegen Landwirte, die dieses Verbot verletzen, können von den Patentinhabern rechtliche Schritte eingeleitet werden. Ein Patentschutz wird jedoch nur in einigen Ländern gewährt. In den USA, Mexiko und China können Gene und Pflanzen patentrechtlich geschützt werden, jedoch wird dieser Schutz in China kaum kontrolliert. In Deutschland, Indien und Argentinien werden Gene und Pflanzen hingegen nicht patentrechtlich geschützt. Auch das Europäische Patentübereinkommen sieht keinen Patentschutz für Pflanzensorten vor. Allerdings lässt sich auch in Deutschland das geistige Eigentum an neuen Sorten schützen (siehe Sortenschutz).
1990 stellte Unilever bei der Europäischen Patentorganisation einen Patentantrag für eine Weizensorte, in die eine indische Varietät (Nap Hal) eingekreuzt war. 1998 verkaufte Unilever das Weizengeschäft an Monsanto. Im Mai 2003 wurde dem Patentantrag stattgegeben. Im Oktober 2003 übernahm wiederum die französische RAGT den Geschäftsbereich von Monsanto. Im Januar 2004 ging Greenpeace gegen das Patent mit der Begründung vor, europäische Bauern und Bäcker müssten Lizenzgebühren an Monsanto zahlen. Im März 2004 erfolgte durch das Patentamt die Aufforderung an den Patentinhaber RAGT, eine Stellungnahme zum Einspruch einzureichen. Im September 2004 hat RAGT sein Patent widerrufen.
Im April 2000 stellte Monsanto bei der Weltorganisation für geistiges Eigentum einen Antrag auf Patentschutz einer Züchtungsmethode und daraus resultierenden höherwertigen Sojapflanzen. Greenpeace befürchtete, weltweit müssten Bauern Lizenzgebühren an Monsanto zahlen. Es ist nicht bekannt, ob tatsächlich auf Grund dieses Patentes Zahlungen an Monsanto erfolgen.
2003 besaß Monsanto 647 Patente auf gentechnisch veränderte Pflanzen, mehr als jeder andere Gentechnikkonzern.
2009 und 2010 beantragte Monsanto internationale Patente auf eine bestimmte Art der Fütterung von Schweinen und Fischen in Aquakultur, unter anderem mit gentechnisch verändertem Futter, das einen erhöhten Gehalt an ungesättigten Fettsäuren aufweist und sich vorteilhaft auf die Produkte auswirken soll. Der Patentanspruch beinhaltet daher auch die so erzeugten Produkte. Der ehemalige Greenpeace-Mitarbeiter Christoph Then bezeichnete dies als einen Missbrauch des Patentrechtes, da Schnitzel und Schinken keine Erfindungen seien.

### Vorwurf der Fälschung wissenschaftlicher Untersuchungsergebnisse
Tiruverda Jagadisan, der fast 20 Jahre bei Monsanto beschäftigt war, davon acht Jahre als geschäftsführender Direktor für Monsanto Indien, warf Monsanto vor, wissenschaftliche Daten zu fälschen, die Zulassungsbehörden der Regierung übermittelt wurden, um Genehmigungen für eigene Produkte in Indien zu erhalten. Bei einer öffentlichen Anhörung im Februar 2010 im Kontext des Zulassungsverfahren der gentechnisch veränderten Bt-Aubergine (Aubergine indisch: brinjal) sprach er sich gegen diese Aubergine aus. Jagadisan gab an, dass die staatlichen Zulassungsbehörden, mit denen Monsanto in den 1980er Jahren geschäftlich zu tun hatte, bei der Genehmigung von Herbiziden „schlichtweg“ von den Daten abhingen, die Monsanto der Behörde zukommen ließ. Die zentralen Behörde für die Zulassung von Insektiziden habe nicht aufgrund lokal- und sortenspezifischer Daten aus Indien – wie von ihr eigentlich erwartet wurde – Zulassungen erlassen, sondern ausländische Testergebnisse von Monsanto akzeptiert, ohne die technische Möglichkeit zu haben, diese zu überprüfen. Dazu seien die Daten auch noch zeitweise gefälscht gewesen. Er gab an, sich vom Unternehmen zurückgezogen zu haben, da er den Eindruck gewonnen hatte, dass das Management von Monsanto Indien ausbeuten würde. Zu diesem Zeitpunkt hatte er die Information erhalten, dass Monsanto Terminatorgene in sein Saatgut einbauen würde.

### Politische Einflussnahme und Verstrickungen mit der Politik
In der Kritik steht darüber hinaus eine Vermischung von Monsantos Aktivitäten und der Politik. Unter der Bezeichnung „revolving doors“ („Drehtür“) prangerten Konzernkritiker die „zur Perfektion gebrachte“ Personalverquickung mit der herrschenden Administration und die Sympathie fördernde Aussicht auf lukrative Jobs für Beamte und Politikerassistenten an und bezeichneten Monsanto als „ein Pensionat für ehemalige Clinton-Mitarbeiter“. So war Linda J. Fischer zunächst Verwaltungsangestellte bei der Environmental Protection Agency (EPA) für den Bereich Umweltvermeidung Pestizide und Giftstoffe, anschließend wurde sie Vizepräsidentin der Abteilung Öffentlichkeitsarbeit bei Monsanto, um anschließend stellvertretende Direktorin der EPA zu werden. William D. Rückelhaus war zunächst Verwaltungsleiter bei der Food and Drug Administration (FDA) und war mehr als ein Jahrzehnt Vorstandsmitglied von Monsanto. Michael Kanto war zunächst Vertreter der USA in Handelsfragen und danach ebenfalls Vorstandsmitglied bei Monsanto. Magret Miller war aufsichtsführende Chemielaborantin bei Monsanto, danach stellvertretende Direktorin für Lebensmittelsicherheit bei der FDA. Michael R. Taylor war Rechtsberater und stellvertretender Beauftragter für Politisches bei der FDA und war danach Leiter des Monsanto Büros in Washington.
In Mexiko gibt es ein Gesetz zu Biodiversität und GVO, das bei Kritikern „Monsanto-Gesetz“ genannt wird, da nicht mehrheitlich die mexikanischen Bauern davon profitieren sollen, sondern neben einigen Großunternehmen vor allem Monsanto.
Im April 2007 wies der damalige deutsche Landwirtschaftsminister, Horst Seehofer, das Bundesamt für Verbraucherschutz und Lebensmittelsicherheit (BVL) an, den Verkauf von Saatgut der Sorte MON810, eine gentechnisch veränderte Maissorte von Monsanto, zu verbieten. Unmittelbar nach dem Verbot schrieb der Leiter der Gentechnik-Abteilung des BVL eine E-Mail an seinen Vorgesetzten. Darin behauptet er, dass keine neuen Erkenntnisse vorlägen, die einschränkende Maßnahmen gegen das Inverkehrbringen von MON810 begründen könnten. Bei einem Streit um gentechnisch veränderten Mais legte ein Anwalt Monsantos diese E-Mail dem brandenburgischen Oberlandesgericht vor. Auf welchem Weg diese E-Mail vom BVL zu Monsanto übermittelt wurde, ist unklar. Der ehemalige Greenpeace-Mitarbeiter Christoph Then sieht eine Verflechtung von Monsanto mit dem BVL belegt. Das Landwirtschaftsministerium hegt hingegen keine Zweifel an der Unabhängigkeit des BVL. Im Dezember 2007 entschied das BVL, MON810 wieder zuzulassen.
Als die Bundeslandwirtschaftsministerin Ilse Aigner am 14. April 2009 den Anbau von MON810 auf deutschen Feldern nicht mehr gestattete, bestellte der Handelsvertreter der Vereinigten Staaten Ron Kirk den deutschen Botschafter Klaus Scharioth ins Ministerium ein, wo er das Missfallen der US-Regierung über das Verbot von MON810 zum Ausdruck brachte. Der Guardian wertete über Wikileaks zugänglich gewordene US-Botschaftsdepeschen aus. US-Diplomaten haben danach direkt für Gentechnikunternehmen wie Monsanto gearbeitet und sich auf dessen Bitte offiziell für eine weniger restriktive Gentechnikpolitik eingesetzt.
Im September 2017 wurde den Lobbyisten von Monsanto der Zutritt zum Europaparlament durch Entzug der Zugangsberechtigung verboten, da sie nicht zu einer Anhörung im Parlament erschienen waren. Hintergrund waren offene Fragen zur Rolle des Unternehmens bei Studienerstellungen zum Wirkstoff Glyphosat (Monsanto-Papers). Dies ist das erste Mal, dass ein solches Verbot erging.
Einige Beispiele legen auch nur den Verdacht der Einflussnahme von Monsanto in politische Entscheidungen nahe, ohne das Nachweise gesucht oder gefunden werden. Zumindest kann man sie nur sehr schwer einzelnen Politikern zuordnen. So stimmte der deutsche Landwirtschaftsminister Christian Schmidt im Jahr 2017 einer weiteren Zulassung des umstrittenen Herbizid Glyphosat bis 2022 in der EU, völlig überraschend, und gegen die Vereinbarung des Kabinetts bzw. die Geschäftsordnung der Bundesregierung, zu. Schmidt rechtfertigte sein Ja mit „wichtigen Verbesserungen zum Schutze der Pflanzen- und Tierwelt“ und räumte ein, sich allein entschlossen zu haben. Er tat dies zudem, obwohl rund 73 % der Deutschen für ein Verbot plädierten. Der Impuls könnte auch auf der Leitungsebene des Ministeriums gefallen sein: Demnach empfahl das zuständige Fachreferat für Pflanzenschutz Minister Christian Schmidt bereits am 7. Juli 2017 zu prüfen, ob man ohne das Einverständnis des SPD-geführten Umweltministeriums dem Vorschlag der EU-Kommission „eigenverantwortlich“ zustimmen könne. Eine entsprechende Anfrage des Ministeriums daraufhin lehnte das Kabinett ab. Thilo Bode titelte dazu in den Blättern für Deutsche und internationale Politik, in der Ausgabe, Oktober 2018: „Lobbyismus 2.0: Der industriell-politische Komplex .“ In der EU gab es reichlich Widerstand gegen die Verlängerung, um sich von einer industriellen Agrochemie befreien zu können, „die Landwirte und Ökosysteme vergiftet“, wie es in einem Kommentar der französischen Zeitung „Le Monde“ hieß. Das Unternehmen Monsanto ist der weltweit größte Produzent und in einigen Medien wurde der Minister daraufhin als Monsantos Cheflobbyist oder Lobbyist bezeichnet. Allerdings gab es auch in Brüssel aktive Lobbyarbeit: Der zuständige EU-Gesundheitskommissar Vytenis Andriukaitis aus Litauen zeigte sich nach dem Votum angetan: „Sehen Sie uns das nicht schon am Gesicht an, dass wir gewonnen haben?“ Wie umfassend der Lobbyismus von Monsanto sein kann, zeigte sich 2019: Nach Medienberichten wird der Glyphosat-Hersteller verdächtigt, in Deutschland heimlich Studien finanziert zu haben, die dann als Argumente gegenüber der Politik genutzt wurden.

### Verbot des Anbaus von MON810 in Deutschland
Nachdem die Bundesanstalt für Landwirtschaft den Verkauf der gentechnisch veränderten Maissorte MON810 bereits 2007 kurzfristig verboten hatte (siehe oben), gab Bundeslandwirtschaftsministerin Ilse Aigner am 14. April 2009 bekannt, dass der Anbau von MON810 auf deutschen Feldern nicht mehr zugelassen sei. Kurz danach bestellte der Handelsvertreter der Vereinigten Staaten Ron Kirk den deutschen Botschafter Klaus Scharioth ins Ministerium ein, wo er das Missfallen der US-Regierung über das Verbot von MON810 zum Ausdruck brachte. In Reaktion auf die Entscheidung zeigten sich zehn renommierte deutsche Wissenschaftsorganisationen (u. a. Helmholtz-Gemeinschaft, Fraunhofer-Gesellschaft, Max-Planck-Gesellschaft, Deutsche Forschungsgemeinschaft, Leibniz-Gemeinschaft) in einer gemeinsamen Erklärung besorgt, „dass diese Entscheidung den Trend verstärken wird, mit einer aller Voraussicht nach wichtigen Zukunftstechnologie irrational umzugehen und dadurch irreparable Schäden für den Standort Deutschland herbeizuführen.“ Monsanto scheiterte im Jahr 2009 mit einer Klage gegen das vom Bundesministerium für Ernährung, Landwirtschaft und Verbraucherschutz erlassene Anbauverbot.

### Streit um Fernsehbericht über umstrittene Wachstumshormone in der Milchproduktion
Unter dem Markennamen Posilac vertrieb Monsanto ein Wachstumshormon zur Steigerung der Milchleistung von Milchkühen (Recombinant Bovine Somatotropin – rBST). Die beiden FOX-Journalisten Steve Wilson und Jane Akre verfügten 1997 nach eigenen Angaben über Informationen, dass Posilac 1993 nicht von der Lebensmittelbehörde FDA als unbedenklich hätte zugelassen werden dürfen.
Monsanto stellte gegenüber FOX dar, dass der Bericht der Journalisten sich auf längst widerlegte Untersuchungen gründete und nicht geeignet sei, den komplizierten wissenschaftlichen Hintergrund darzustellen. Über die Frage, ob und wie weit Monsanto seine Position in dem Bericht wiedergeben dürfe, kam es zum Zerwürfnis der Journalisten mit dem Fernsehsender. Der Vertrag mit FOX wurde nicht verlängert, und 1998 verklagten sie den Sender. 2005 scheiterten die beiden in letzter Instanz vor einem Gericht. Auch dem Antrag, FOX die Lizenz entziehen zu lassen, wurde von der Medienbehörde nicht stattgegeben. Es sei kein Versuch der Nachrichtenunterdrückung von FOX gewesen, sondern ein Redaktionsstreit.

### Kontroversen um genveränderten Mais und Roundup
Zu einigen Produkten von Monsanto gibt es Kontroversen bezüglich ihrer Auswirkungen auf die menschliche Gesundheit.

#### Mais MON863
Eine wissenschaftliche Kontroverse über eine mögliche Gesundheitsgefährdung entbrannte im Zuge der 2006 erfolgten europäischen Zulassung des gentechnisch veränderten Mais MON863. Eine Forschergruppe um den französischen Molekularbiologen Gilles-Eric Séralini veröffentlichte 2007 eine Studie, in der die Ergebnisse einer für die Zulassung relevanten Fütterungsstudie mit einer alternativen statistischen Methode erneut ausgewertet wurden und signifikante Abweichungen festgestellt wurden. Die Forschergruppe schloss daher eine mögliche Gesundheitsgefährdung nicht aus. Nach Konsultationen mit den Mitgliedstaaten und der Gruppe um Seralini sah die EFSA keine Hinweise, „dass die beobachteten Differenzen auf unerwünschte Wirkungen schließen lassen“ und „keinen Grund, […] frühere Gutachten zu revidieren, die feststellen, dass MON 863-Mais bei vorgesehener Anwendung keine negative Wirkung aufweist.“ Der aktuelle wissenschaftliche Konsens ist, dass transgener Mais keine Risiken aufweist, welche über jene von konventionell gezüchteten Sorten hinausgehen.

#### Glyphosat/Roundup

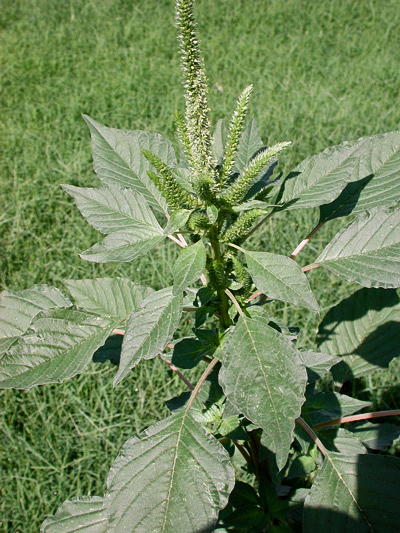
Amaranthus palmeri; die Pflanze gehört zu den bekanntesten Superunkräutern und hat eine Glyphosatresistenz entwickelt

Eine weitere wissenschaftliche Kontroverse, welche auch aktuell geführt wird, entzündete sich um die Auslegung und Aussagekraft verschiedener Studien aus den Jahren 2009 und 2010, die eine potenzielle Toxizität von Glyphosat und Glyphosat-basierten Herbiziden feststellten und daraus eine mögliche Gesundheitsgefährdung für den Menschen ableiteten. Andere Studien geben an, dass die bestimmungsgemäße Anwendung von Glyphosat keine Gesundheitsrisiken birgt. In der aktuellen Diskussion in Deutschland bestätigt das Bundeslandwirtschaftsministerium, dass Letters to the Editor an ein Fachmagazin zur Risikobewertung von Glyphosat verwendet wurden. Das Bundesinstitut für Risikobewertung (BfR) hat dazu Stellung bezogen und betont, dass „Letters to the editor ein Mittel zur wissenschaftlichen Kommunikation zwischen dem Autor eines Artikels und der wissenschaftlichen Leserschaft einer Zeitschrift und keine 'Leserbriefe' sind, wie von manchen Medien behauptet worden ist.“ Von den 14 verwendeten Letters to the editor kamen nach Auswertung der Süddeutschen Zeitung zehn direkt von Monsanto-Mitarbeitern bzw. aus dem Umfeld des Konzerns.
Die österreichische Umweltschutzorganisation Global 2000 und der deutsche Verein Umweltinstitut München haben 2016 eine Strafanzeige gegen Monsanto gestellt, da im Wiederzulassungsverfahren für Glyphosat angeblich wichtige Studien systematisch ausgeschlossen oder falsch interpretiert worden seien.

#### Dicamba und NemaStrike
Ein Problem ergab sich auch beim Herbizid Dicamba, welches im US-Bundesstaat Arkansas verboten wurde. Grund war, dass Dicamba von den Einsatzorten abdriftete und so Ackerfrüchte, die keine Resistenz gegen das Herbizid besaßen, in großer Verbreitung geschädigt wurden. Das Pestizid NemaStrike wurde gestoppt, als sich eine Hautschädlichkeit herausstellte.

### Monsanto-Listen zur Glyphosat-Zulassungsverlängerung in der EU
Am 9. Mai 2019 enthüllte die Zeitung Le Monde, dass Monsanto ab 2016 in Frankreich klandestine Listen anlegen ließ mit teilweise persönlichen Informationen über Politiker und Beamte, Journalisten, Leiter von Berufsorganisationen und öffentliche Organisationen und sogar Wissenschaftler, die sich in Europa an der Debatte über die Zulassungsverlängerung von Glyphosat und Gentechnik beteiligten, mit dem Ziel, diese zu überwachen und zu beeinflussen. Das französische Strafgesetzbuch verbietet jedoch die Einrichtung einer Datenbank mit personenbezogenen Daten, die die politischen und weltanschaulichen Meinungen einer Person ohne deren Zustimmung speichert. Die Pariser Staatsanwaltschaft eröffnete ein Ermittlungsverfahren. Bayer entschuldigte sich drei Tage später für das Vorgehen der Tochterfirma Monsanto. Später teilte Bayer mit, dass Monsanto wahrscheinlich seit Mitte des Jahrzehnts europaweit Listen mit Namen von Unterstützern und Kritikern habe erstellen lassen. Der Deutsche Journalistenverband erläuterte, dass in Deutschland das Bundesdatenschutzgesetz „das Verarbeiten personenbezogener, nicht allgemein zugänglicher Daten unter Strafe“ stellt. Ségolène Royal, damalige französische Umweltministerin, erklärte nach Bekanntwerden der Monsanto-Listen: „Pervers ist dieses Lobbying im verborgenen, das sich illegaler, der Spionage ähnelnder Methoden bedient.“

## Bewertungen
Für „Pionierleistungen und herausragende Beiträge zur Entwicklung nachhaltiger Technologien“ wurde Monsanto im März 1996 vom damaligen Vizepräsidenten der USA, Al Gore, mit dem Presidential Award for Sustainable Development gewürdigt.
Die Stiftung Ethik & Ökonomie (ethecon) begründete die Verleihung ihres Negativpreises Black Planet Award an Monsanto am 2. Dezember 2006 mit der „aggressiven Unternehmensstrategie dieses Konzerns“, durch die „die profitbasierte Macht globaler Konzerne und die damit verbundenen ökologischen und sozioökonomischen Folgen besonders deutlich werden“.
2010 wurde Monsanto vom Forbes Magazine zum Unternehmen des Jahres ernannt, von Seiten des Forbes Magazine selbst wird jedoch diese Entscheidung mittlerweile angezweifelt. Hugh Grant wurde 2010 von der Zeitschrift Chief Executive zum CEO des Jahres erklärt.
Der Monsanto-Manager Robert Fraley erhielt den von Monsanto unterstützten Welternährungspreis 2013 zusammen mit zwei weiteren Wissenschaftlern auf dem Gebiet der Biotechnologie, Marc Van Montagu und Mary-Dell Chilton.
Das Marktforschungsunternehmen The Harris Poll (früher Harris interactive) stellt jährlich das Ansehen und die Vertrauenswürdigkeit der 100 bekanntesten Firmen bei Verbrauchern auf dem US-Markt fest, genannt „The Reputation of America’s 100 Most Visible Companies“. Monsanto belegte 2016 den Platz 96 von 100.
Das Image von Monsanto gehörte, vor der Bayer-Monsanto-Fusion, weltweit zu den schlechtesten.

## Filme
- Bayer Monsanto - Eine Fusion mit Folgen. Deutschland, 2019, 43 Min. WDR – Die Story von Michael Heussen und Ingolf Gritschneder
- Roundup, der Prozess. Frankreich, 2017, 90 Min., Regie: Marie-Monique Robin. Arte, 17. Oktober 2017
- Gekaufte Wahrheit – Gentechnik im Magnetfeld des Geldes, Deutschland 2011, 91 Min., Regie: Bertram Verhaag, Co-Produktion mit dem Bayerischen Rundfunk.
- Monsanto, mit Gift und Genen. Dokumentation, Frankreich, Kanada, Deutschland, 2007, 107 Min., Regie: Marie-Monique Robin, Erstsendung: 11. März 2008, ISBN 978-3-89848-959-1.
- Gift im Angebot – Die Erfolgsstory des US-Multis Monsanto. Dokumentation, 2007, 30 Min., ein Film von Manfred Ladwig, Produktion: SWR, Erstsendung: 27. Juni 2007
- Arme Sau – Das Geschäft mit dem Erbgut. Dokumentation, 2006, 45 Min., von Christian Jentzsch, Produktion: WDR, Erstsendung: 9. Oktober 2006, YouTube-Video
- The Monsanto Story – Part 1 (1901–1994), Dokumentation, 2007, 22 Min., von Andy Radford
- Percy Schmeiser – David gegen Monsanto, Dokumentation, 2009, 65 Min., von Bertram Verhaag